# رابرت ای. مک‌گاون
رابرت اِی. مک‌گاون (انگلیسی: Robert A. McGowan؛ ‏ ۲۲ مهٔ ۱۹۰۱ – ۲۰ ژوئن ۱۹۵۵) کارگردان فیلم، فیلم‌نامه‌نویس، و بازیگر اهل ایالات متحده آمریکا بود.
از فیلم‌هایی که وی در آن‌ها نقش داشته‌است، می‌توان به جهانگردی، رومئوی رقصان و برادر کوچولو اشاره نمود.